# Le Démocrate
Le Démocrate war eine französischsprachige Schweizer Tageszeitung.

## Geschichte
Der 1877 von Emile Boéchat in Delsberg gegründete Le Démocrate, ein Familienbetrieb, war ein Sprachrohr der Association populaire jurassienne, der Vorgängerin der Freisinnig-Demokratischen Partei (FDP). Fast ein Jahrhundert lang bekämpften sich der als «rote Zeitung» bezeichnete antiklerikale Démocrate und das «schwarze», katholisch-konservative Konkurrenzblatt Le Pays aus Pruntrut. Die politische Bindung des Démocrate an die Radikalen blieb bis in die 1980er Jahre bestehen. 1989 wurde die Mehrheit der Zeitung an die Annoncenagentur Publicitas (40 %) und die Jurassische Kantonalbank (30 %) verkauft. Zwei Jahre später übernahm die Lausanner Edipresse zusammen mit Publicitas 49 % des Kapitals. Im Jahr 1993 fusionierte Le Démocrate, der zu diesem Zeitpunkt eine Auflage von 18'000 erreichte, mit Le Pays zum Quotidien jurassien, der in der neuen Druckerei der Démocrate SA hergestellt wird.